# 吳重英
吳重英，當時翻譯作吳重映，越南共和國官員，曾擔任越南共和國交通與公共工程部長和國務卿等職務。

## 生平
1926年11月26日，吳重英出生於越南中部順化。:251
1945年至1947年，吳重英參加反法抗戰，負傷並被法國人關押了6個月。
1954年，吳重英畢業於法國巴黎公共工程學校。:251
1965年至1966年，吳重英出任越南共和國交通與公共工程部長。
1975年後，吳重英被逮捕，在再教育營中被關押了三年。1984年，移居美國。

## 個人生活
吳重英是佛教徒，:251法名心場（Tâm Tràng）。
吳重英已婚，育有1個子女（1969年）。:251

## 外部鏈接
- Hình ảnh cũ của ái hữu Ngô Trọng Anh（页面存档备份，存于）